# Маджвдиери
Маджвдиери (груз. მაჯვდიერი) — село в Грузии, на территории Местийского муниципалитета края (мхаре) Самегрело-Верхняя Сванетия.

## География
Село находится в северо-западной части Грузии, на левом берегу реки Мулхура (бассейн Ингури), на расстоянии приблизительно 8 километров (по прямой) к востоку от посёлка городского типа Местиа, административного центра муниципалитета. Абсолютная высота — 1569 метров над уровнем моря.

## Население
По результатам официальной переписи населения 2014 года в Маджвдиери проживало 14 человек (6 мужчин и 8 женщин). В национальной структуре населения грузины составляли 100 %.
| Год  | Население, человек |
| ---- | ------------------ |
| 2002 | 26                 |
| 2014 | ↘ 14               |